# Copa Ibero-Americana
Copa Ibero-Americana foi um torneio de futebol oficial hispano-sul-americano, jogado em 1994 entre os campeões da Copa Ouro e da Copa do Rei da Espanha, depois de um acordo realizado entre a Confederação Sul-Americana de Futebol e a Real Federação Espanhola de Futebol. Este torneio teve dois precedentes não oficiais em 1964 e 1965, uma competição com um nome semelhante, Copa Confraternidad Iberoamericana. Disputado entre Boca Juniors e Real Madrid, o time espanhol acabou sendo o grande vencedor.

## Participantes
| Clubes                     | País      | Cidade       | Confederação | Estádio           | Capacidade | Titulo de Classificação   |
| -------------------------- | --------- | ------------ | ------------ | ----------------- | ---------- | ------------------------- |
| Club Atlético Boca Juniors | Argentina | Buenos Aires | CONMEBOL     | La Bombonera      | 49.000     | Copa Ouro de 1993         |
| Real Madrid Club de Fútbol | Espanha   | Madrid       | RFEF         | Santiago Bernabéu | 106.000    | Copa Del Rey de 1992-1993 |

## Finais
1° jogo-
| 19 de maio de 1994 | Real Madrid                   | 3 – 1 | Boca Juniors    | Santiago Bernabéu, Madrid |
|                    | Hierro 34' · Morales 70', 79' |       | MacAllister 85' | Árbitro: Piero Ceccarini  |

| REAL MADRID:       |    |                       |
|                    |    |                       |
|                    | 1  | Francisco Buyo        |
|                    | 2  | Chendo                |
|                    | 3  | Fernando Hierro       |
|                    | 4  | Rafael Alkorta        |
|                    | 5  | Mikel Lasa            |
|                    | 6  | Míchel                |
|                    | 7  | Luis Milla            |
|                    | 8  | Robert Prosinečki     |
|                    | 9  | Dani                  |
|                    | 10 | Rafael Martín Vázquez |
|                    | 11 | Iván Zamorano         |
| Substitutos:       |    |                       |
|                    | 12 | Fernando Muñoz        |
|                    | 13 | Sandro                |
|                    | 14 | José Luis Morales     |
| Técnico:           |    |                       |
| Vicente del Bosque |    |                       |

| BOCA JUNIORS:      |    |                       |
|                    |    |                       |
|                    | 1  | El Mono Montoya       |
|                    | 2  | Diego Soñora          |
|                    | 3  | Juan Simón            |
|                    | 4  | Carlos Daniel Moyá    |
|                    | 5  | Carlos MacAllister    |
|                    | 6  | Julio Saldaña         |
|                    | 7  | Leonardo Peralta      |
|                    | 8  | Alberto Márcico       |
|                    | 9  | Sergio                |
|                    | 10 | Rubén da Silva        |
|                    | 11 | Ivo Basay             |
| Substitutos:       |    |                       |
|                    | 12 | Esteban Pogany        |
|                    | 13 | Luis Alberto Carranza |
|                    | 14 | Carlos Daniel Tapia   |
| Técnico:           |    |                       |
| César Luis Menotti |    |                       |

2° jogo-
| 25 de maio de 1994 | Boca Juniors              | 2 – 1 | Real Madrid | La Bombonera, Buenos Aires   |
|                    | da Silva 40' · Naveda 73' |       | Milla 74'   | Árbitro: Salvador Imperatore |

| BOCA JUNIORS:      |    |                       |
|                    |    |                       |
|                    | 1  | Esteban Pogany        |
|                    | 2  | Luis Adrián Medero    |
|                    | 3  | Rodolfo Arruabarrena  |
|                    | 4  | Julio Saldaña         |
|                    | 5  | Raúl Noriega          |
|                    | 6  | Carlos Daniel Tapia   |
|                    | 7  | Rubén da Silva        |
|                    | 8  | Alejandro Farías      |
|                    | 9  | Alberto Naveda        |
|                    | 10 | Luis Alberto Carranza |
|                    | 11 | Sergio                |
| Substitutos:       |    |                       |
|                    | 12 | Carlos Daniel Moyá    |
| Técnico:           |    |                       |
| César Luis Menotti |    |                       |

| REAL MADRID:       |    |                       |
|                    |    |                       |
|                    | 1  | Francisco Buyo        |
|                    | 2  | Chendo                |
|                    | 3  | Fernando Muñoz        |
|                    | 4  | Mikel Antía           |
|                    | 5  | Marcos                |
|                    | 6  | Velasco               |
|                    | 7  | Míchel                |
|                    | 8  | Luis Milla            |
|                    | 9  | Rafael Martín Vázquez |
|                    | 10 | Robert Prosinečki     |
|                    | 11 | Dani                  |
| Substitutos:       |    |                       |
|                    | 12 | Luis Miguel Ramis     |
|                    | 13 | José Luis Morales     |
| Técnico:           |    |                       |
| Vicente del Bosque |    |                       |

Real Madrid campeão pelo agregado: 4x3
| Copa Ibero-Americana            |
| ------------------------------- |
| Real Madrid Campeão (1º título) |